# Селенид меди(I)
Селенид меди(I) — неорганическое соединение, 
соль металла меди и селеноводородной кислоты с формулой Cu2Se,
чёрные кристаллы.

## Получение
- Восстановление селенида меди(II) водорода:

{\displaystyle {\mathsf {2CuSe+H_{2}\ {\xrightarrow {T}}\ Cu_{2}Se+H_{2}Se}}}
- Восстановление селената меди(II) углеродом:

{\displaystyle {\mathsf {2CuSeO_{4}+6C\ {\xrightarrow {T}}\ Cu_{2}Se+SeO_{2}+6CO}}}
- Действие оксида меди(I) на двуокись селена:

{\displaystyle {\mathsf {4Cu_{2}O+7SeO_{2}\ {\xrightarrow {T}}\ Cu_{2}Se+6CuSeO_{3}}}}

## Физические свойства
Селенид меди(I) образует чёрные кристаллы.